# UTC+08:30
Az UTC+08:30 egy időeltolódás, amely nyolc és fél órával van előrébb az egyezményes koordinált világidőtől (UTC).

## Alap időzónaként használó területek (egész évben)
Egyetlen ország sem alkalmazza.

## Korábban ebbe az időeltolódásba tartozó területek

### Ázsia
- Kína

Kína korábban több időzónát is használt, ezek egyike volt a Changpai Time, amely ide sorolta az országot.
- Dél-Korea

Dél-Korea 1954-től 1961-ig tartozott ebbe az időeltolódásba.
- Észak-Korea

2015. augusztus 15-e óta Észak-Korea nem a Korea Standard Time-ot (Koreai téli idő) használta, amely 9 órával van az UTC előtt, hanem bevezette a Pyongyang Time-ot (Phenjani idő), amely az UTC+8:30-ba tartozik. Az ország 2018. május 5-én éjfélkor (helyi idő szerint) újból a koreai időt alkalmazza.

## Fordítás
Ez a szócikk részben vagy egészben  az   UTC+08:30 című angol Wikipédia-szócikk ezen változatának fordításán alapul.  Az eredeti cikk szerkesztőit annak laptörténete sorolja fel. Ez a jelzés csupán a megfogalmazás eredetét és a szerzői jogokat jelzi, nem szolgál a cikkben szereplő információk forrásmegjelöléseként.